# Диоклецијанова палата
Диоклецијанова палата је грађевина у Сплиту, у Далмацији, данашња Хрватска коју је изградио цар Диоклецијан у 3. веку.
Диоклецијан је дао да се ова велика палата сазида како би у њој провео последње године живота после абдикације 1. маја 305. Саграђена је у заливу који се налази на јужној страни малог полуострва који задире у Јадранско море са далматинске обале, 6,5 km удаљеном од Солина, главног града римске провинције Далмације. Терен на коме је палата саграђена се благо нагиње ка мору. То је типично карстни терен, ниски кречњачки гребени који се пружају од истока ка западу с пукотином од лапорца између њих.
Ова палата је данас срце унутрашњег града Сплита где се могу наћи најзначајније историјске грађевине. Важност Диоклецијанове палате далеко надилази њен локални значај због добре очуваности и грађевина из каснијих историјских периода, од римских времена па надаље, који дају посебну драж старом Сплиту. Палата је једна од најпознатијих архитектонских и културних грађевина на хрватској јадранској обали и заузима значајно место у медитеранској, европској и светској баштини.
У новембру 1979. УНЕСКО је прихватио предлог да се историјски центар Сплита, саграђен око палате, укључи на листу Светске баштине.
Основа палате је неправилни правоугаоник с кулама на западном, северном и источном прочељу. Она комбинује вредности луксузне виле с војничким логором, са широким капијама и осматрачницама. Палата је окружена зидинама, и у своје време је у њој становало преко 9.000 људи.
Једино јужно прочеље, које се уздиже директно са, или врло близу мора, није заштићено зидовима. Развијена архитектонска композиција галерија с аркадама на вишим спратовима разликује се од грубљег изгледа остала три прочеља. Монументалне капије у средини сваког од ових зидова воде до унутрашњег дворишта. Јужна Морска капија је једноставнијег изгледа и мањих димензија од остале три. Вероватно је њена првобитна намена била да буде приватни императоров пролаз ка луци или као улаз за снабдевање.
Вода за палату довођена је из реке Јадра близу Солина. И данас се могу видети импресивни остаци аквадукта дуж пута од Сплита до Солина. Акведукт је знатно рестауриран у 19. веку.
Британски неокласицистички архитект Роберт Адам је испитао остатке палате и 1764. објавио књигу „Рушевине палате цара Диоклецијана у Сплиту у Далмацији“ (Ruins of the Palace of the Emperor Diocletian at Spalatro in Dalmatia).

## Градња
На основу података из римске мапе, познате као „Појтингерова табла", у тој ували већ раније се налазило насеље Спалатум, чији остаци и величина до данас нису утврђени. Почетак градње Диоклецијанове палате није тачно утврђен. Претпоставља се да је то било око 295. године, након увођења „тетрархије" (владавина четворице). Ипак, десет година након те одлуке, када је Диоклецијан абдицирао 305. године, палата још није била довршена, а постоје назнаке да су се неки радови одвијали док је сам цар боравио у њој. Не зна се по чијој је архитектонској идеји палата изграђена и ко су били њени градитељи. Међутим, урезана грчка имена Зотикос и Филотас, као и бројна урезана грчка слова, указују на то да су многи градитељи потицали из источног дела царства, односно да је Диоклецијан са собом донео мајсторе са истока. Ипак, врло је вероватно да је велики део радне снаге имао локално порекло.
Основни материјал је долазио из непосредне близине. Бели кречњак је долазио из Брача и мањи део из Сегета код Трогира; бигар се вадио из корита оближњих река, а опека се израђивала у радионицама које су се налазиле у близини. Палата као целина није имала непосредни узор у дотадашњој римској грађевини. Њена аутентичност долази од њене основне функције и подешавања положаја.

## Архитектура
Његов облик подсећа на каструм - војни логор. Спољни зидови су скоро правоугаони, димензије 175-181 х 216 м, а куле на угловима палате прате традицију војне архитектуре. Пошто је палата била далеко од најближег великог града 6 км (Салона), била је окружена бедемима. А унутрашњи изглед палате подсећа на војни камп, главне вертикалне улице одговарају главним логорским улицама. Било је четири улаза у палату. Три са копнене и један са морске стране. Цели простор палате био је подељен на два дела, али другачије намене. У северном делу биле су зграде за послугу, војску, складишта и други објекти. У јужном, раскошнијем делу, који је због изравнавања са северним био подигнут над обраслим подструктурама ( подрум палате), постојали су предмети намењени царској породици. Ни фасаде нису биле исте.
Најрепрезентативнија је били јужна, окренута према мору. У доњем делу (којег је у Диоклецијаново време запљускивало море) налазили су се мањи отвори и врата Медена врата. Источна и западна фасаде су сличне и без украса, а врата на њима се зову сребрна врата и гвоздена врата. На северној фасади био је главни улаз у палату са двоструким вратима са архитравом - Златна врата, на којој је постављен лук са нишама у којима су кипови (вероватно Јупитер и четири тетрарха). Од две главне улице, кардо је водио на перистил, отворени простор испред царевог стана. на чијој се левој страни налазио царев маузолеј (данас је то Сплитска катедрала). На десној страни перистила било је три храмова. Први је Јупитеров, а друга два се данас зову Кибелин и Венерин, мада ова имена нису потврђена. У цареве одаје се улазило из протирона преко предворја. Претходни распоред просторија се може реконструисати уз помоћ приземних сала, које су једнако уређене.

### Зидине
Палата је у приземљу дизајнирана као правоугаоник, али је прилагођавање терену, приликом изградње, проузроковала мања одступања (исток: 214,97 м, север: 174,74 м, југ: 181,65 м). Фасадни зидови палате у доњим деловима су масивни и једноставни без отвора, а у горњим деловима су изложени великим прозорима који су једноставни према копну, тј. на западним, северним и источним фасадама, а одвојени венцима, конзолама и полу-лифтовима на јужној фасади с погледом на море. Спољашњи зидови палате, осим западног, у великој мери су очувани до данас. Шеснаест кула на фасадним зидовима окренутим ка копну дају палати карактеристичан изглед тврђаве. Три до данас добро очувана копнена улаза су архитектонски рашчлањени, посебно на северу, што је био главни улаз из Салоне. Јужна, морска врата, једноставне и мале димензије, такође су добро очувана.

### Унутрашњост
Кроз копнена врата преко одбрамбених дворишта, приступило су широким улицама, окруженим тремовима. Главне улице спајале су се у центру палате, уз које се према југу простирао отворени простор - перистил, окруженом сводовима са луковима. Свети простори источно и западно од перистила били су уоквирени зидовима. У источном простору, до данас је сачувана монументална грађевина спољног осмоугаоног, а унутрашњег кружног нацрта, обложена куполом од опеке и рашчлањена изнутра са два низа колона и венаца, као и фризом у коме су уз несталу централну фигуру, сачувана попрсја Диоклецијана и његове жене Присиле. Зграда се споља граничи са тремом, који је до данас очуван. У ранијим изворима ова зграда спомиње се као Храм Јупитера, а у новијој научној литератури као Диоклецијанов маузолеј.
У западном светом простору, до данас се врло добро очувао мали храм правоугаоног нацрта, богато украшеним сводом. Према ранијим описима то је Јанов или Асклепијев храм, а према недавној литератури Јупитеров храм. У истом подручју су недавно пронађени остаци два храма кружног нацрта. Према опису сплитског кањона Прокулијана из 16. века, јужни храм био је посвећен Кибели и северни Венери. Са јужне стране, средње степениште се спушта до приземне дворане и повезује јужна врата са средиштем палате. Два бочна степеништа уздижу се у трему протирона, из којег се приступа предворју, претпростору царских одаја.

### Цареве одаје
Ова структура је споља квадратног облика, а унутар кружног облика, затворена куполом. Одатле се приступало царевим одајама које се на дубини од 40 m протезало преко јужне фасаде; оне су само делимично сачуване на горњем спрату, али готово потпуно очуване његове приземне одаје, па с обзиром на компатибилност горње и доње равни, може се сагледати потпун распоред и изглед горњег простора. На западној страни горњег спрата сачувани су остаци дворане са куполом и две дворане са апсидама, док на истоку постоје делови осмоугаоне трпезарије са три кружне дворане. Зид западне кружне дворане је очуван у пуној висини. Диоклецијанове одаје је међусобно повезивала дуга просторија уз јужне фасаде, из које је кроз 42 прозора и 3 балкона био отворен поглед према мору. Северно од царевих одаја, недавно су пронађена два купатила, једна на западној, а друга у источној дворани. У северном делу палате биле су две зграде, које су се граничиле главним и косим улицама паралелно са спољашњим зидовима. На неколико места у палати пронађени су делови првобитног канализационог система. Водени пут дужине 9 км је испоручивао палату са питком водом, а његов већи део је још увек у употреби.

### Особине
Према својој композицији, Диоклецијанова палата носи у себи елементе царске виле, хеленистичког града и утврђеног војног логора (каструм). Чврстим, добро обрађеним каменом зидани су репрезентативни делови, као и сви остали делови изложени већим напрезањима. Обложени или пресвучени делови зида били су израђени од финог ситног камена, поравнати у одређеним интервалима са четири реда опеке. Сводови су направљени од лаганог речног камена (седре), делови већих концентрисаних напрезања у сводовима су направљени од опеке. Таванице и кровне конструкције били су дрвени. Декоративни дизајн архитектонских елемената је карактеристичан за начин рада у источном делу Римског царства. Из димензија сачуваних делова, произилази да је палата изграђена према пројекту римских отисака.

## Коришћен материјал из палате
Црква Санта Марија дела Салуте у Млецима изграђена је делимично од камених блокова од осам торња Диоклецијанове палате са северног и источног зида, које су порушене по наређењима млетачког владара Алвисеа Зорзија.

### Развој
Смрћу цара Диоклецијана 316. године, живот у палати се не гаси, а трансформације су почеле већ у првим вековима живота палате. С обзиром на то да је била у власништву римског двора, обезбеђивало је склониште протераним члановима царске породице, а најважнији догађај био је рушење Салоне почетком 6. века, када је део протеране популације пронашао склониште унутар зидова палате и када је почео нови, организовани градски живот.
Током периода слободне средњовековне заједнице, између 12. и 14. века, постојала је већа архитектонска изградња када су многе средњовековне куће испуниле не само римске зграде, већ и велики део слободног простора на улицама и тремовима. У том периоду почиње изградња романичког звоника Сплитске катедрале.
Римску уметност представљају и дела великих мајстора попут Андрије Бувине, који је израдио дрвена врата катедрале у 13. веку и Ђорђа Орсинија, из чије су радионице потекле раскошне племићке палате у облицима млетачке готике са назнакама ренесансе (нпр. палата породице Папалић). У катедрали је и његово ремек-дело, олтар Св. Сташа.
Од 7. века, палата живи као град Сплит, који се проширује према западу од раног средњег века и често је затворена зидовима. Адаптација светих објеката палате у Сплитску катедралу и крстионицу, предроманичка црквица Св. Мартина и Госпе од звоника, предроманичке, романске, готске, ренесансне и друге грађевине сведоче о континуираном животу града и настанку нових квалитета које са очуваним деловима Диоклецијанове палате стварају све највеће вредности архитектонског наслеђа.
Диоклецијанова палата није само изузетан древни споменик већ и национално и светско добро. Заједно са каснијом средњовековном експанзијом чини га драгоценим археолошким и историјско-уметничким комплексом и стога је 1979. године уврштен у УНЕСКОву листу светске баштине.

## Филмска локација
Диоклецијанова палата је коришћена као локација за снимање четврте сезоне Ејч-Би-Оу серије Игра престола.

## Галерија
- Поглед с мора по Хебрарду.
- Реконструкција по Фарлатију.
- Адам, Перистил у 17. веку, цртеж.
- 3Д пресек маузолеја.
- Нацрт маузолеја.
- Прочеље.
- Нацрт стубова из маузолеја.
- Остаци форума.
- Данашње зидине.
- Златна врата, нацрт 1912. године.
- Златна врата, нацрт.
- Реконструкција Златних врата.
- Реконструкција Сребрних врата
- Сфинга у Перистилу.
- Реконструкција Јупитеровог храма (црква Светог Ивана).
- Вестибул до подрума Диоклецијанове палате.